# Фортунат (апостол від 70)
Фортуна́т (Фортуні) — апостол від сімдесяти, згадується апостолом Павлом у 1-му посланні до Коринтян: «Я радий, що до мене прийшли Степан, Фортунат і Ахаїк, бо вони заповнили відсутність вашу, заспокоївши мій дух і ваш.» (1 Кор. 16:17–18).
Ймовірно Фортунат був одним з тих хто доставив Павлу лист від коринфських християн, які повідомляли йому про заворушення в церковному житті (див. 1 Кор. 5:1, 1 Кор. 11:20–22, 1 Кор. 8:1 та інших.)
Це лист, який не зберігся від Коринфської церкви, було доставлено апостолу Павлу Фортунатом, Ахаіком та Стефаном. Але ким вони були-пресвітерами або просто видатними та благочестивими мирянами невідомо. У всякому разі, вони були одними з найкращих коринфських християн оскільки Павло про них пише: « Шануйте таких ».
Інших відомостей про Фортуната в новозавітніх книгах немає. Відомо, що Климент, єпископ Римський у 97 році відправляв своє послання до Коринтян також з Фортунатом (пресвітером), але чи є він однією особою з апостолом Фортунатом залишається питанням невиясненим. Також відсутні відомості про те, чи був він десь єпископом.
В Четьї Мінеї Димитрія Ростовського про Фортуната сказано: « Фуртунат святий, його апостол Павло святий в посланні першому до Коринтян згадує, про кінець блаженний в проповіді слова Божого ».
Грецька православна і католицькі церкви відзначають пам'ять апостолу Фортунату 15 червня.